# Majoos
 (juin 2022).
 (octobre 2021).
La mise en forme du texte ne suit pas les recommandations de Wikipédia : il faut le « wikifier ».
Les points d'amélioration suivants sont les cas les plus fréquents. Le détail des points à revoir est peut-être précisé sur la page de discussion.
- Les titres sont pré-formatés par le logiciel. Ils ne sont ni en capitales, ni en gras.
- Le texte ne doit pas être écrit en capitales (les noms de famille non plus), ni en gras, ni en italique, ni en « petit »…
- Le gras n'est utilisé que pour surligner le titre de l'article dans l'introduction, une seule fois.
- L'italique est rarement utilisé : mots en langue étrangère, titres d'œuvres, noms de bateaux, etc.
- Les citations ne sont pas en italique mais en corps de texte normal. Elles sont entourées par des guillemets français : « et ».
- Les listes à puces sont à éviter, des paragraphes rédigés étant largement préférés. Les tableaux sont à réserver à la présentation de données structurées (résultats, etc.).
- Les appels de note de bas de page (petits chiffres en exposant, introduits par l'outil «  Source ») sont à placer entre la fin de phrase et le point final[comme ça].
- Les liens internes (vers d'autres articles de Wikipédia) sont à choisir avec parcimonie. Créez des liens vers des articles approfondissant le sujet. Les termes génériques sans rapport avec le sujet sont à éviter, ainsi que les répétitions de liens vers un même terme.
- Les liens externes sont à placer uniquement dans une section « Liens externes », à la fin de l'article. Ces liens sont à choisir avec parcimonie suivant les règles définies. Si un lien sert de source à l'article, son insertion dans le texte est à faire par les notes de bas de page.
- La présentation des références doit suivre les conventions bibliographiques. Il est recommandé d'utiliser les modèles {{Ouvrage}}, {{Chapitre}}, {{Article}}, {{Lien web}} et/ou {{Bibliographie}}. Le mode d'édition visuel peut mettre en forme automatiquement les références.
- Insérer une infobox (cadre d'informations à droite) n'est pas obligatoire pour parachever la mise en page.

Pour une aide détaillée, merci de consulter Aide:Wikification.
Si vous pensez que ces points ont été résolus, vous pouvez retirer ce bandeau et améliorer la mise en forme d'un autre article.
Majoos, de son nom Nembalemba Junior, est né le 1er janvier 1989 à Likasi, au Zaïre. Il est auteur, compositeur, parolier et interprète,,. Il chante en français, swahili ou encore lingala.

## Histoire
À côté de ses succès en solo, il s'illustre dans des collaborations avec des stars de la musique congolaise, telles que Koffi olomide , Mbilia Bel et Ferre Gola,,.

## Biographie

### Jeunesse
Sixième, d'une famille de huit enfants, Nembalemba Junior naît le 1er janvier 1989 à Likasi, dans le Haut-Katanga. Très jeune, il perd ses parents. Il vit à Kinshasa parmi ses cousins, avec qui il forme Nembalemba Five, un groupe inspiré des Jackson Five.
De ses études primaires au complexe Maadini, il passe par l'internat Ima Kafubu, avant de terminer ses études secondaires au collège Saint-François de Sales. Son cursus est complété par un graduat en économie de l'université de Lubumbashi,,.

### Ses débuts en musique
Lors de ses premiers pas dans la musique, Majoos interprète principalement les succès de Corneille, Usher ou encore Papa Wemba. C’est depuis 2010 que le public fait sa connaissance au travers de son premier single “Endena”, repris de Papa Wemba.

### Albums studio
- 2016 : Tayari 2.0

### Collaborations
- 2018 : Abomi Nga (feat Ferre Gola)
- 2019 : Déception (feat Mbilia Bel)
- 2021 : Ndoto (feat Koffi Olomidé)

### Récompenses et distinctions
- 2018 : Katanga Awards, catégorie Chanson de l'année[9].
- 2021 : Afrima Awards, catégorie meilleur duo africain contemporain  avec  Koffi Olomide
- 2021 : lokumu prix de l'excellence, meilleure collaboration ( Ndoto feat Koffi Olomidé) [10],[11],[12].